# Cycas lane-poolei
Cycas lane-poolei C.A.Gardner, 1923 è una pianta appartenente alla famiglia delle Cycadaceae, endemica dell'Australia.

## Descrizione
È una cicade con fusto eretto, alto sino a 5(-8) m e con diametro di 12-15 cm.
Le foglie, pennate, lunghe 60-110 cm, sono disposte a corona all'apice del fusto e sono rette da un picciolo lungo 18-40 cm; ogni foglia è composta dalle foglioline lanceolate, con margine intero, lunghe mediamente 6-17 cm, di colore verde chiaro o blu (quando sono giovani, con l'invecchiamento invece assumono un colore verde chiaro lucido), inserite sul rachide con un angolo di 45-60°.
È una specie dioica con esemplari maschili che presentano microsporofilli disposti a formare strobili terminali di forma ovoidali, lunghi 10-14 cm e larghi 9-11 cm ed esemplari femminili con macrosporofilli che si trovano in gran numero nella parte sommitale del fusto, con l'aspetto di foglie pennate che racchiudono gli ovuli, in numero di 2-4.  
I semi sono grossolanamente ovoidali, lunghi 38-45 mm, ricoperti da un tegumento di colore arancio-marrone.

## Distribuzione e habitat
È diffusa in varie popolazioni distanziate nel Kimberley dell'Australia Occidentale.

Prospera su terreni sabiosi nella savana.

## Conservazione
La IUCN Red List classifica C. lane-poolei come specie a rischio minimo (Least Concern).

La specie è inserita nella Appendice II della Convention on International Trade of Endangered Species (CITES)